# Martin (Regenstein)
Graf Martin von Regenstein (* 7. September 1570; † 13. April 1597) war regierender Graf der Grafschaft Regenstein mit der Herrschaft Blankenburg und Abt des Klosters Michaelstein bei Blankenburg (Harz).

## Leben
Er stammte aus dem Geschlecht der Grafen von Regenstein und war der Sohn des regierenden Grafen Ernst I. von Regenstein. Nach dem Tod seines älteren Bruders, des Grafen Ernst II. von Regenstein, übernahm er die Regentschaft in der Harzgrafschaft Regenstein. Gleichzeitig wurde er Abt des Klosters Michaelstein. 
Martin von Regenstein wurde in Blankenburg beigesetzt.

## Familie
Er war seit 1595 verheiratet mit der Gräfin Dorothea zu Solms, Tochter des Grafen Johann Georg zu Solms-Laubach. Aus der Ehe ging der gemeinsame Sohn Johann Ernst hervor.